# 576 aC
L'any 576 aC es un any del calendari romà. En l'Imperi Romà havia estat conegut com l'any 178 Ab urbe condita. La denominació de 576 aC per aquest any ha estat utilitzada des de principis de l'edat mitjana, quan es va establir l'era del calendari de l'Anno Domini per denominar els anys.

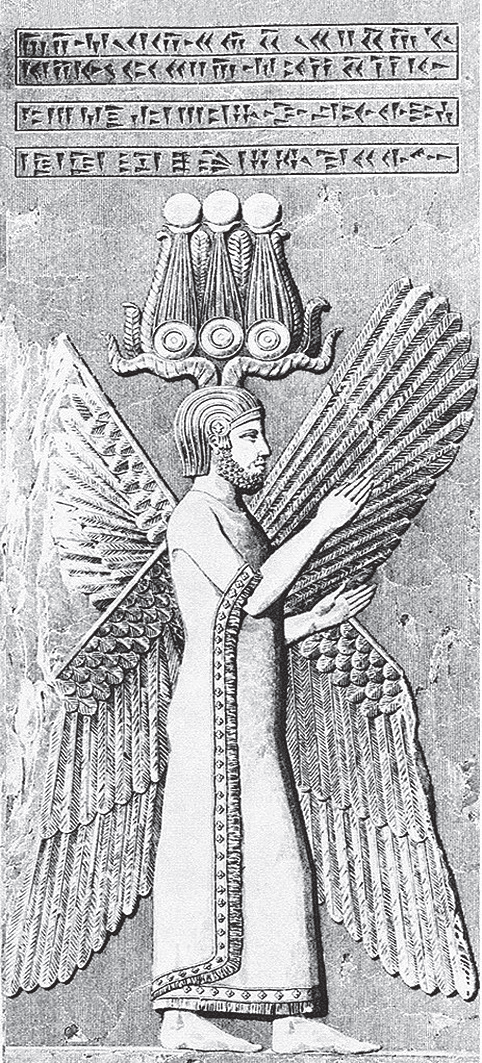
Pintura de Ciri el Gran de Charles Texier, 1852

## Naixements
- Cir II el Gran, fundador de l'Imperi Aquemènida (o l'any 600 aC).[1] També fou rei de Pèrsia, rei de Mèdia, rei de Lídia i rei de Babilònia.

## Necrològiques
- Aèrop I, rei (o basileu) de Macedònia, fill de Filip I.[2][3]